# محافظة كويافيا-بوميرانيا

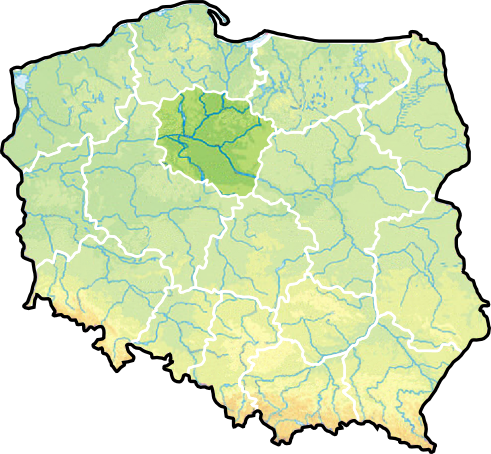
موقع محافظة كويافيا-بوميرانيا في خارطة بولندا

محافظة كويافيا-بوميرانيا (باللغة البولندية województwo kujawsko-pomorskie) هي واحدة من 16 محافظة من محافظات بولندا بعد التقسيم الإداري الجديد سنة 1999.
تقع المحافظة في وسط البلاد، وذلك ضمن الحدود المناطق الجغرافية التاريخية التي أخذت منها اسمها وهي كويافيا وبوميرانيا.
أشهر مدن هذه المحافظة هي بيدغوشتش وتورون.

## اقرأ أيضاً
- كويافيا
- بوميرانيا